# RTV Rijnmond
RTV Rijnmond est une entreprise néerlandaise de radiodiffusion publique régionale du Rijnmond, en Hollande-Méridionale, créée en 1983. Le siège social de RTV Rijnmond est situé à Rotterdam. 
La partie nord de la Hollande-Méridionale est desservie par Omroep West, située à La Haye. Cela signifie que la Hollande-Méridionale est la seule province à avoir deux radiodiffuseurs régionaux.
Elle regroupe une station de radio (Radio Rijnmond) et une chaîne de télévision (TV Rijnmond), qui sont diffusées dans la région éponyme, Rijnmond, et plus généralement dans toute la partie sud de la Hollande-Méridionale.

## Radio Rijnmond
Créée le 21 décembre 1983, Radio Rijnmond fut la première station de radio régionale des Pays-Bas à créer ses propres émissions d'actualités. 
D'août à octobre 2018, la radio est la plus écoutée de la Hollande-Méridionale-Sud avec 8,5 % d'auditeurs habitant au Rijnmond, soit plus que NPO Radio 1.

## Identité visuelle

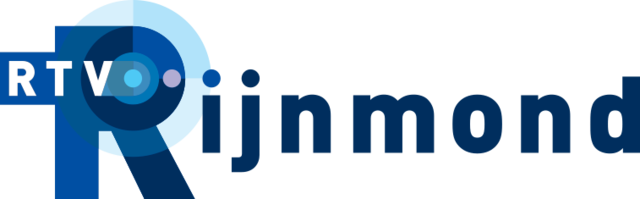
Logo de RTV Rijnmond de 2004 à 2019
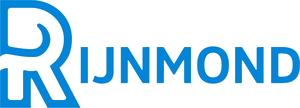
Logo de RTV Rijnmond depuis 2019